# 澄州 (広西チワン族自治区)
澄州（ちょうしゅう）は、中国にかつて存在した州。現在の広西チワン族自治区南寧市上林県及び武鳴区一帯に設置された。
621年（武徳4年）、唐により鬱林郡領方県に南方州が置かれ、領方県は嶺方県と改称された。631年（貞観5年）、属県の嶺方・琅邪・思干と南尹州の安城県を分割して賓州が置かれた。634年（貞観8年）、南方州は澄州と改称された。742年（天宝元年）、澄州は賀水郡と改称された。758年（乾元元年）、賀水郡は澄州の称にもどされた。澄州は嶺南道の桂管十五州に属し、賀水・上林・無虞・止戈の4県を管轄した。
972年（開宝5年）、北宋により澄州は廃止された。賀水・無虞・止戈の3県は廃止され、上林県に併合された。上林県は邕州に移管された。990年（淳化元年）、上林県は賓州に移管された。